# 八丈方言
八丈方言（はちじょうほうげん）は、東京都伊豆諸島に属する八丈島や青ヶ島で使用されている日本語の方言。東日本方言に含まれることもあるが、本土の日本語との差が著しいため、独立した言語（八丈語、はちじょうご）とする場合もある。住民からは単に島言葉と呼ばれている。2009年（平成21年）2月19日にユネスコにより消滅危機言語の「危険」(definitely endangered)と分類された。

## 概説

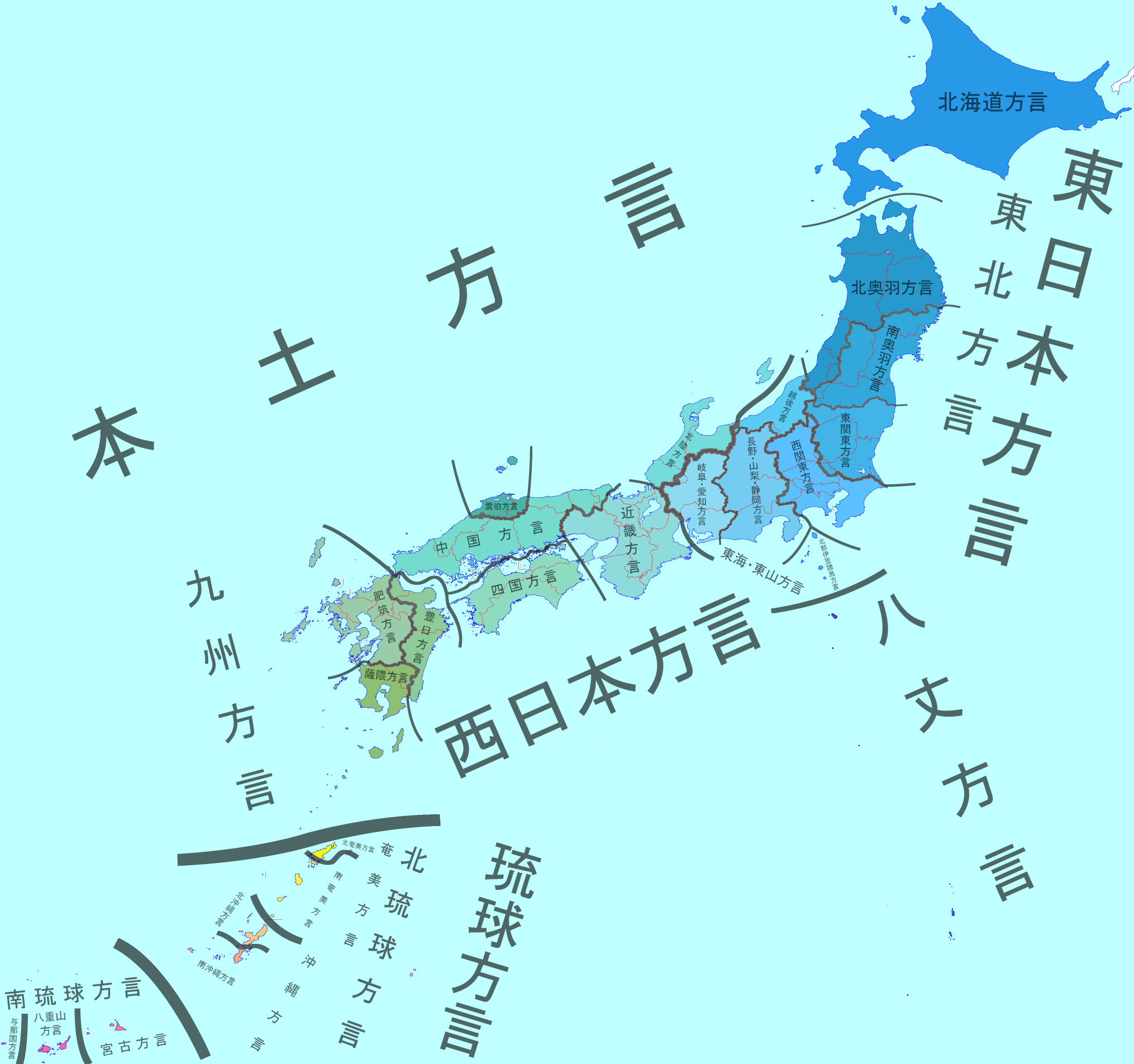
日本語の方言区分の一例で、大きな方言境界ほど太い線で示している。

八丈島と北部伊豆諸島との間には黒潮が流れており、古来海洋交通の難所であったため本土との交流が少なく、本土の他方言とは著しい方言差がある。万葉集に記録された上代東国方言の特徴を多くとどめ、さらに「～ず」の古形「にす」にさかのぼる否定形、連用形終止用法など、上代以前のものと思われる文法要素も保存されているとされる。
太平洋戦争後、島外に就職する際に苦労しないようにと共通語教育が進められたことや、テレビの普及に伴う共通語や首都圏方言の浸透によって、八丈方言の衰退が進んでいる。ユネスコが消滅の危機にある言語であると発表したことで八丈方言への関心が高まり、八丈方言の継承活動が活発化している。
なお沖縄県大東諸島は八丈島からの開拓民により、八丈方言に属す方言が話されている。大東諸島方言を参照。

## 音韻
アクセントは無アクセントである。母音の融合が著しい。
特筆すべき特徴として語頭の[p]音の存在があげられる。
方言学者の柴田武は『方言論』の中で、八丈方言について「音声印象からすると、どこか、沖縄の首里方言を思わせるものがある。」と記している。

## 文法
上代東国方言の特徴を受け継ぐといわれる。
本土方言のほとんどで失われた動詞・形容詞の終止形と連体形の区別があり、特に連体形は万葉集に記録されたものと同じく「行こ時」「高け山」のように言う。動詞の終止形は「書く」のようにウ段語尾、連体形は「書こ」のようにオ段であるが、言い切りには「書く」の形はあまり使われず「書こわ」の形が使われる。形容詞では、終止形は「たかきゃ」のように「-きゃ」、連体形は「たかけ」のように「-け」である。
動詞の打ち消しには「かきんなか」（書かない）のように連用形に「んなか」を付ける。また過去表現に「かから」（書いた）、「たかからら」（高かった）、「静かだらら」（静かだった）のような形があり、古語で完了を表す「り」に由来するとみられる。上代東国方言ではア段に「り」が付いており、これが八丈方言ではア段に「ら」が付くという形になっている。
推量には、「書くのーわ」のように「のー」などを使い、集落により「のー」「のう」「ぬー」「なう」と言う。これは上代東国方言で推量を表した「なむ・なも」の名残とみられる。

## 語彙
早朝を意味する「つとめて」に由来する「とんめて」、頭を意味する「つぶり」など古語を保持している。また、茨城方言などと同じく動物名に「～め」（いぬめ、きつねめなど）をつけるが八丈方言では茨城と比べ「～め」の用法が広い。

## 分類
イアヌッチ(2019)によると、8つの方言が識別できるとされる。他に近代になってからの移民による大東諸島方言がある。
- 八丈島方言
  - 三根方言
  - 大賀郷方言
  - 樫立方言
  - 中之郷方言
  - 末吉方言
- 八丈小島の方言
  - 宇津木方言
  - 鳥打方言
- 青ヶ島方言
- 大東諸島方言 - 八丈島から開拓民が移住